# Dzielnica obiecana
Dzielnica obiecana – powieść postapokaliptyczna autorstwa polskiego pisarza Pawła Majki, wydana w 2014 roku przez wydawnictwo Insignis Media. Książka należy do serii Uniwersum Metro 2033.

## Fabuła
Po globalnej wojnie nuklearnej ocaleni mieszkańcy Krakowa ukrywają się w podziemnych schronach w Nowej Hucie. Głównymi bohaterami są Marcin i Ewa – przyszywane rodzeństwo wychowane przez trupę aktorów. Zamieszkają Federację Schronów, państewko powstałe w wyniku połączenia kilku schronów atomowych. Zostają zmuszeni do opuszczenia schronu po tym, jak grupa ludzi próbuje przejąć władzę nad Federacją. Rodzeństwo stara się odnaleźć Kombinat - mityczny raj na obrzeżach Krakowa. Ich tropem podąża grupa strażników pod dowództwem Przemysława Siedlara, którzy mają pojmać uciekinierów.